# Qatar-UAE Super Cup
La Qatar-UAE Super Cup, conosciuta anche come UAE-Qatar Super Cup, è una competizione calcistica annuale organizzata, in collaborazione, tra la Federazione calcistica degli Emirati Arabi Uniti e la Federazione calcistica del Qatar, nata per rafforzare la cooperazione sportiva tra Qatar ed Emirati Arabi Uniti. 
La prima edizione si è svolta nell'aprile del 2024, con la partecipazione di sole quattro squadre e l'assegnazione di due soli trofei. Per la seconda edizione, svoltasi nel 2025, il numero dei trofei assegnati è salito a quattro, con otto squadre (quattro per ogni nazione) che hanno preso parte alla competizione.

## Formato
La competizione prevede lo svolgimento di quattro gare secche, che valgono per l'assegnazione di altrettanti trofei. 
- Qatar-UAE Super Cup: trofeo in cui si sfidano la vincente della Coppa del Presidente degli Emirati Arabi Uniti e la vincente della Coppa dell'Emiro del Qatar. Nel caso in cui la squadra vincitrice della coppa nazionale è la stessa che ha vinto anche il campionato, alla sfida parteciperà la finalista della coppa nazionale.

- UAE-Qatar Super Shield: trofeo in cui si sfidano i vincitori della UAE ADNOC Pro League e quelli della Qatar Stars League.

- Qatar-UAE Challenge Cup: trofeo in cui si sfidano i vincitori della UAE League Cup ed i vincitori della Coppa di Qatar.

- UAE-Qatar Challenge Shield: trofeo in cui si sfidano i secondi classificati della UAE ADNOC Pro League e quelli della Qatar Stars League.

## Albo d'oro

### UAE-Qatar Super Shield
| Anno | Vincitore      | Risultato | Secondo posto | Sede                           |
| ---- | -------------- | --------- | ------------- | ------------------------------ |
| 2024 | Shabab Al-Ahli | 2-1       | Al-Duhail     | Dubai - Stadio Al-Rashid       |
| 2025 | Al-Wasl        | 1-0       | Al-Sadd       | Doha - Stadio Jassim bin Hamad |

### Qatar-UAE Super Cup
| Anno | Vincitore | Risultato | Secondo posto | Sede                     |
| ---- | --------- | --------- | ------------- | ------------------------ |
| 2024 | Al-Arabi  | 1-0       | Sharjah       | Doha - Stadio Al-Thumama |
| 2025 | Al-Nasr   | 5-1       | Qatar SC      | Dubai - Stadio Al-Maktum |

### Qatar-UAE Challenge Cup
| Anno | Vincitore | Risultato      | Secondo posto | Sede                         |
| ---- | --------- | -------------- | ------------- | ---------------------------- |
| 2025 | Al-Wahda  | 1-1 (5-4 dcr.) | Al-Wakrah     | Abu Dhabi - Stadio Al-Nahyan |

### UAE-Qatar Challenge Shield
| Anno | Vincitore      | Risultato | Secondo posto | Sede                             |
| ---- | -------------- | --------- | ------------- | -------------------------------- |
| 2025 | Shabab Al-Ahli | 3-1       | Al-Rayyan     | Al Rayyan - Stadio Ahmed bin Ali |

## Statistiche

### Vittorie per squadra
| Squadra        | Vittorie | Finali perse | Anni vittorie                              | Anni finali perse       |
| -------------- | -------- | ------------ | ------------------------------------------ | ----------------------- |
| Shabab Al-Ahli | 2        | -            | (Super Shield 2024, Challenge Shield 2025) |                         |
| Al-Arabi       | 1        | -            | (Super Sup 2024)                           |                         |
| Al-Wasl        | 1        | -            | (Super Shield 2025)                        |                         |
| Al-Nasr        | 1        | -            | (Super Sup 2025)                           |                         |
| Al-Wahda       | 1        | -            | (Challenge Cup 2025)                       |                         |
| Sharjah        | -        | 1            |                                            | (Super Sup 2024)        |
| Al-Duhail      | -        | 1            |                                            | (Super Shield 2024)     |
| Al-Sadd        | -        | 1            |                                            | (Super Shield 2025)     |
| Qatar SC       | -        | 1            |                                            | (Super Sup 2025)        |
| Al-Wakrah      | -        | 1            |                                            | (Challenge Cup 2025)    |
| Al-Rayyan      | -        | 1            |                                            | (Challenge Shield 2025) |

### Vittorie per nazione
| # | Nazione             | Vittorie | Secondi posti |
| - | ------------------- | -------- | ------------- |
| 1 | Emirati Arabi Uniti | 5        | 1             |
| 2 | Qatar               | 1        | 5             |